# 美式法老 (馬)

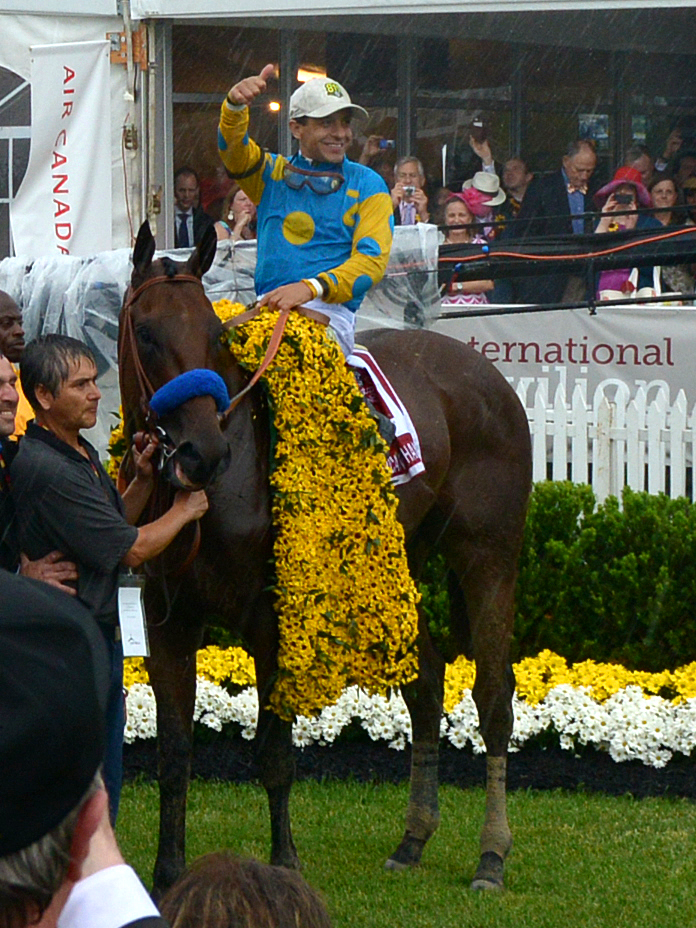
美式法老

美式法老（American Pharoah；2012年2月2日－），部份中文媒體譯作美國法老。是美國一匹純種競賽馬匹，是美國歷史上第十二匹三冠馬王。
在2015年，先後贏得了第141届肯塔基打吡、第140屆必利是錦標，及第143屆貝蒙錦標，成為自1978年肯定以來的美國三冠馬王。
2020年，「美式法老」已有首批子嗣到港服役，包括「恭喜發才」（原名「埃及賢君」）、「同聲同氣」、「知足常樂」、「佳景臨門」、「電子精彩」、「好精神」。
另外，「美式法老」在日本亦有子嗣服役，包括「法老茶座」、「野田法老」。